# Кошо-Цайдам
Кошо-Цайдам (монг. Хөшөө Цайдамын) — урочище на берегу Кокшин-Орхона, притока Орхона, на территории современной Монголии. Здесь расположены два важнейших памятника древнетюркской письменности (Кошо-Цайдамские надписи):
- Памятник Бильге-кагану (732 год);
- Памятник Кюль-тегину (735 год).

Памятники были описаны в 1889 году русским ученым-этнографом Н. М. Ядринцев. Дешифровали и прочли тексты датский ученый В. Томсен, который первым нашёл ключ к алфавиту, и русский тюрколог В. В. Радлов, впервые давший их связное чтение.

## Описание
Кошо-Цайдам представляет собой возвышенность, границей которой с запада является русло Кокшин-Орхона, около 300 метров шириной, к востоку лежат ограничивающие её горные хребты, отступающие в этом месте от русла реки. Кошо-Цайдам волнами поднимается к востоку, его покрывает наносные отложения песка, на которых раскинулась солончаковая степь с двумя солёными озёрами Цайдамын-Нор, среди растительности преобладает дерисун (лат. Achnatherum splendens). Южную границу составляет сухое русло, соединяющее большее из озёр с Орхоном.
Кошо-Цайдам стал местом погребения правителей Тюркского каганата благодаря его удачному расположению:
- близость к ставке правителей (нынешний Карабалгасун);
- лёгкая доступность со всех направлений благоприятной для сельского хозяйства долины, большая площадь;
- близость к реке и одновременно достаточная высота, чтобы избежать затопления;
- пологий подъём на юге, пригодный для размещения временной ставки правителя.

Спокойный ландшафт с его внешним отсутствием разнообразия позволил Бильге-кагану сказать, что он поставил памятник своему брату на «величественном месте».

## Музей
В начале XXI века стелы памятников для сохранности были перемещены в расположенный неподалёку музей «Кошо-Цайдам»; на месте их исходного расположения установлены бетонные копии. Произведённая в рамках совместного проекта Монголии и Турции «Сохранение, реставрация и исследование некоторых древнетюркских памятников в Монголии» консервация была неудачной: мраморные памятники потеряли сохраняемый до того в течение 1300 лет колорит.